# Francisco de Abaria
Francisco de Abaria (Ordicia o San Sebastián, Guipúzcoa, c. 1620 - 1688) fue un militar español del siglo XVII. 

## Biografía
Mientras algunos tratadistas lo suponen nacido en San Sebastián, otros lo hacen natural de la antigua Villafranca de Oria. 

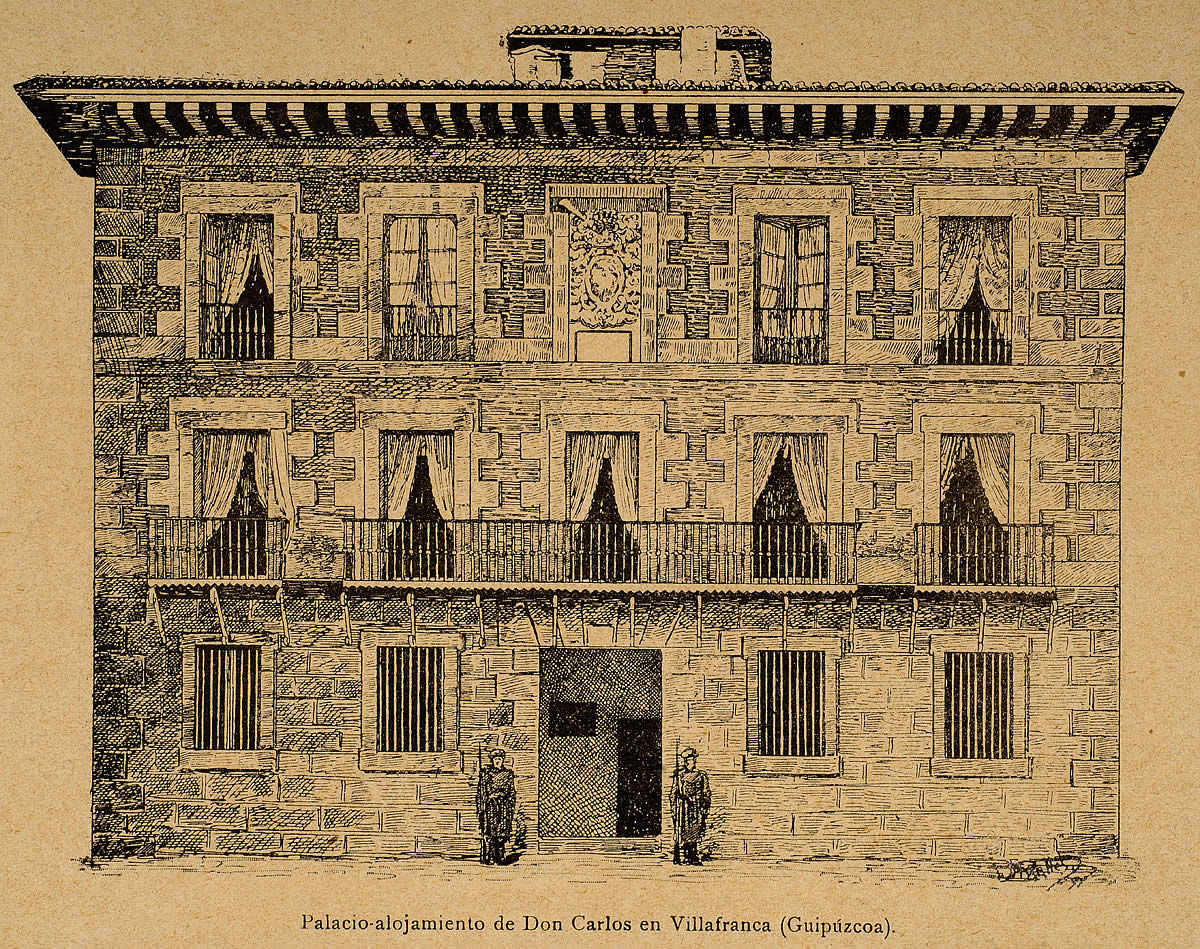
Casa-palacio de Abaria, en Ordicia

Obtuvo patente de capitán de mar y guerra en 1655, y como consecuencia de sus valerosos servicios, se le encomendó el mando de seis de los mejores navíos que tenía armados el comercio de Sevilla, para que condujeran municiones y pertrechos de guerra a la armada de Italia. 
En 1681, participó en el cerco de liberación de la plaza española de Orán. Como recompensa por sus esfuerzos, le regaló Carlos II una estatua de alabastro de Nuestra Señora de la Mercedes, que era la denominación que ostentaba su Capitana. Esta estatua, colocada en una capilla de plata, ha permanecido en las manos de sus descendientes, siendo desde el siglo XVIII propiedad de la Casa de Olazábal-Arbelaiz. En la parte baja de la capilla de plata, se puede leer la siguiente inscripción:

Esta SSma. imagen la dió el Rey Felipe III al Excmo. Señor don Francisco de Abaria, general de su armada cuando le mandó socorrer a Orán, como lo logró con el acierto que debía prometerse de tan soberana protección en cuya memoria es cabeza de uno de los Mayorazgos de la casa de Abaria

Sostuvieron algunos estudiosos que había error en esta inscripción, ya que no podía ser Felipe III, sino Carlos II, quien regalara la notable escultura al héroe de Orán.
Ascendió al puesto de General de la Flota de Nueva España, en 1682.
Fundó el mayorazgo de Abaria, encabezado por la casa-palacio del mismo nombre, ubicada en Villafranca de Oria.